# Lampă cu vapori de mercur

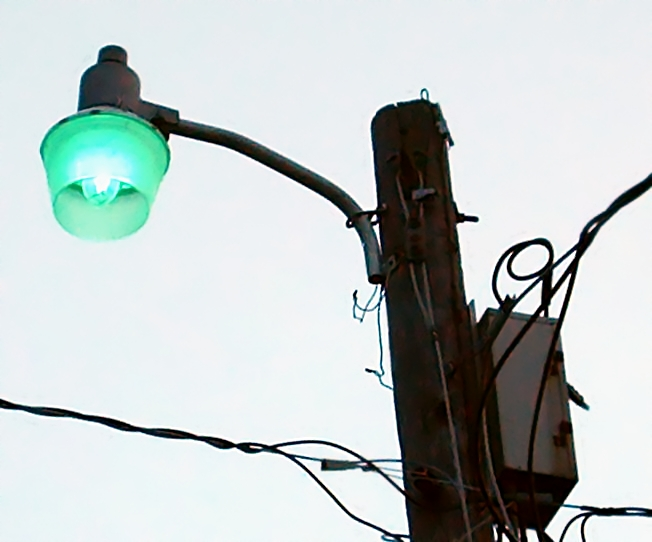
O lumină de vapori de mercur de 175 de wați la aproximativ 15 secunde de la pornire

O lampă cu vapori de mercur este o lampă cu descărcare de gaz care folosește un arc electric prin mercur vaporizat pentru a produce lumină. Descărcarea arcului se limitează, în general, la un tub cu arc de cuarț fuzionat mic, montat într-un bec de sticlă borosilicat mai mare. Becul exterior poate fi clar sau acoperit cu un fosfor; în ambele cazuri, becul exterior asigură izolare termică, protecție împotriva radiațiilor ultraviolete pe care le produce lumina și o montare convenabilă pentru tubul cu arc de cuarț uzat.
Lămpile cu vapori de mercur sunt mai eficiente din punct de vedere energetic decât luminile incandescente și cele mai fluorescente, cu eficiențe luminoase între 35 și 65 lumeni/watt. Celelalte avantaje ale acestora sunt o durată de viață lungă a becului în intervalul de 24.000 ore și o intensitate ridicată, lumină albă clar. Din aceste motive, sunt utilizate pentru iluminarea aeriană a suprafețelor mari, cum ar fi în fabrici, depozite și arene sportive, precum și pentru faruri. Lămpile clare de mercur produc lumină albă cu o nuanță verde-albăstruie datorită combinației de linii spectrale de mercur. Acest lucru nu este flatant pentru culoarea pielii umane, astfel încât aceste lămpi nu sunt de obicei utilizate în magazinele cu amănuntul. Becurile de mercur „corectate” de culoare depășesc această problemă cu un fosfor pe interiorul becului exterior care emite lumină albă, oferind o redare mai bună a culorilor.

## Legături externe
- Museum of Electric Lamp Technology